# Fixed-term Parliaments Act
Le Fixed-term Parliaments Act (FTPA) est une loi du Parlement du Royaume-Uni votée en 2011. Elle fait partie de la constitution britannique jusqu'à son abrogation en 2022. Elle retire la possibilité au Premier ministre de dissoudre la Chambre des Communes à sa convenance, pouvoir souvent utilisé pour obtenir ou conforter une majorité à un moment politique favorable et qui lui conférait un important avantage politique.

## Historique
Entrée en vigueur le 15 septembre 2011, cette loi introduit le système des élections à date fixe au Royaume-Uni et met un terme au pouvoir de dissolution détenu par le Premier ministre. Le Premier ministre sortant avait tendance à dissoudre à un moment favorable pour sa majorité sur le plan électoral, ce qui constituait un avantage très critiqué.
En vertu du Fixed-term Parliaments Act, les prochaines élections générales étaient automatiquement fixées au premier jeudi de mai de la cinquième année suivant les élections générales précédentes. Cette loi prévoyait également deux façons de déclencher des élections anticipées :
- La Chambre des communes peut adopter une motion en faveur d'une dissolution. Celle-ci doit être votée à la majorité des deux tiers de ses membres (auto-dissolution).
- La Chambre des communes peut également voter une motion de censure à la majorité simple de ses membres, entraînant ainsi le renversement du gouvernement. Si à la suite de ce renversement, la Chambre des communes ne parvient pas à accorder sa confiance à un nouveau gouvernement avant un délai de quatorze jours, alors la dissolution de cette même chambre est automatique.

Les premières élections sur ce modèle ont lieu le 7 mai 2015. Des élections anticipées ont lieu en 2017, après que la Première ministre Theresa May a reçu l'approbation de les convoquer à la majorité des deux tiers. Les prochaines élections générales devaient se tenir en 2022, mais le Early Parliamentary General Election Act de 2019, adopté avec le soutien de l'opposition, contourne le Fixed-term Parliaments Act en imposant des élections anticipées le 12 décembre 2019.
Après avoir remporté les élections, le Parti conservateur s'engage à abroger le Fixed-term Parliaments Act. Un projet de loi en ce sens est déposé le 1er décembre 2020 pour restaurer les anciennes prérogatives du Premier ministre. Le Dissolution and Calling of Parliament Act est officiellement présenté dans le discours de la reine du 11 mai 2021 et reçoit la sanction royale le 24 mars 2022, abrogeant de fait le Fixed-term Parliaments Act.
Depuis lors, des élections générales doivent être organisées au moins une fois tous les cinq ans. Le Parlement peut cependant être dissout en procédant à la convocation d'élections anticipées.

### Articles liés
- Constitution du Royaume-Uni
- Session parlementaire